# 遠隔透視
遠隔透視（えんかくとうし、英: Remote viewing）は、超能力の一つで、肉眼では見えない距離にある物体の情報を超感覚的知覚により入手する能力をいう。「遠隔視」（えんかくし）ともいう。同様に遠距離にある物体を感知する超能力に千里眼があり、遠隔透視と千里眼が同一視されることもあるが、遠隔透視はテレパシーと透視を同時に行うような能力との解釈もある。自分の意識を肉体から離脱させることでほかの場所のものを見る能力という解釈もあり、体外離脱やアストラル体投影とも密接な関係があると考えられている。

## 歴史
18世紀後半のフランス人・ボティノーは、500キロメートルから1000キロメートルもの彼方からの船の接近を正確に察知できたという。ボティノーは自分の能力を公式に認定してもらうためにパリへ乗り込んだものの、当時の世間の関心は薄く、文芸雑誌『メルキュール・ド・フランス』では、彼が幻覚を見たものと述べられた。ボティノーはその能力を世間に認められることのないまま、失意のうちにこの世を去った。
本格的に遠隔透視の研究が始まったのは1970年代であり、この時代にはアメリカ陸軍で、遠隔透視能力をスパイに活用するためのスターゲイト・プロジェクトが開始された。「Remote viewing」の名は、この計画に参画したインゴ・スワンが名づけたもので、スワンは遠隔透視の先駆者的存在とも呼ばれる。スワンはプロジェクトでの実験において木星の様子を正確に透視したとされ、ほかにも数キロメートル先の光景を透視したとする報告がある。しかしこのプロジェクトは、信頼性に欠けるためにスパイ活動への利用は困難との判断や、遠隔透視能力は訓練で向上する見込みはないと見なされたことなどが理由で、1995年に打ち切られた。
1973年にはスタンフォード研究所に在籍していた科学者であるラッセル・ターグとハロルド・プットフらにより「プロジェクト・スキャネート」と呼ばれる遠隔透視実験が行なわれた。この実験では前述のインゴ・スワンらが被験者となり、ターグらはこの実験を通じて遠隔透視の実在を主張した。
1900年代後半から2000年代にかけて遠隔透視能力者とされる著名な人物には、ジェラール・クロワゼ、ジョゼフ・マクモニーグル、アメリカのナンシー・マイヤー、ロシアのガブリエル・クロフツ、イギリスのクリス・ロビンソン、ポーランドのハンナ・ポドウィッチらがおり、テレビ番組や自伝によると多くの遠隔透視を成功させたとされ、多くの反響を呼んだ。

## 懐疑的な意見
前述のクリス・ロビンソンは、イギリスのテレビ番組『未知の世界へ』、ナショナルジオグラフィックチャンネルの『非科学的超常現象を解明せよ!』、イギリスの心理学者であるスーザン・ブラックモアにより能力の検証が行なわれているが、いずれも透視成功といえる結果は確認されていない。またジョゼフ・マクモニーグルは日本のテレビ番組『ビートたけしのTVタックル』でも遠隔透視を披露しているが、その結果は成功とは言い難く、司会のビートたけしは成功率を「50パーセント」と指摘し、当時のゲストの松尾貴史も透視の成果に否定的なコメントをしている。
また前述のほかの1990年代以降の人物たちも日本のテレビで取り上げられているが、SF作家の山本弘や懐疑的組織JAPAN代表の皆神龍太郎によれば、番組上で透視の成功例とされる場面は、テレビ番組による捏造や誇張やヤラセ、または偶然的中しただけのことが超能力による的中のように演出されたり、透視の外れた場面が意図的に隠されているに過ぎないと指摘されている。
こうした超能力者たちは殺人事件などの犯罪をも解決しているとテレビで特集されることもあるが、超能力に肯定的な作家のコリン・ウィルソンですら、1987年の自著『THE PSYCHIC DETECTIVES』（日本語題：『サイキック 人体に潜む超常能力の探究と超感覚的世界』）において、1928年にマクシミリアン・ランズネルという人物の透視能力が殺人事件の捜査に活用された1件のみを例外とし、透視が殺人などの重要な犯罪を解決した例は皆無と述べている。
遠隔透視の能力が現実に存在すれば、その能力の及ぶ分野は軍事、警察、医療、地質学、人類学、天文学など多岐にわたるといえる。しかしスターゲイト・プロジェクトの打ち切り理由をもって、プロジェクト参加者の遠隔透視の証言は信憑性に欠けると見る向きもある。遠隔透視に関する科学的研究は行われておらず、統制された条件下で遠隔透視を再現可能であることが示されない限り、遠隔透視は疑似科学の域を出ないとする指摘もある。